# Gilów (województwo lubuskie)
Gilów – wieś w Polsce położona w województwie lubuskim, w powiecie strzelecko-drezdeneckim, w gminie Strzelce Krajeńskie.
W latach 1975–1998 miejscowość administracyjnie należała do województwa gorzowskiego.
We wsi w 1946 urodził się Edward Włodarczyk – historyk, profesor nauk humanistycznych, nauczyciel akademicki, rektor Uniwersytetu Szczecińskiego w kadencjach 2012–2016 i 2016–2020.